# 月刊少年ライバル
『月刊少年ライバル』（げっかんしょうねんライバル）は、かつて講談社が発行していた少年・青年向け漫画雑誌。2008年4月4日に創刊した。定価580円。毎月4日発売。キャッチフレーズは「ライバルがいるから強くなれる」。
講談社新雑誌WEB『新雑誌研究所』についても本項目で述べる。

## 概要
2007年、講談社の児童雑誌『コミックボンボン』の休刊発表と同時期に創刊が発表された少年雑誌。ただし『コミックボンボン』の後継誌ではない。
「新しい時代の王道少年漫画誌」をコンセプトとしており、「ライバル」という誌名は「少年の成長に良きライバルの存在は不可欠であり、主人公とライバルによる勝負事での対決構図は、まさに少年漫画の王道である」という理由から命名されている。また、初代編集長の野内雅宏は集英社の『週刊少年ジャンプ』が本誌のライバルであることを創刊時に述べている。
創刊号で1000ページ超、創刊2号で900ページ超と厚い誌面が特徴となっている。
創刊発表時から随時持ち込みや投稿による作品を募集しており、創刊号から新人による優秀作品を掲載している。新人の投稿作品が創刊号からの連載作品に転じたケースもある。
連載作品の単行本はライバルKCレーベルより発行される。
2012年5月18日にTwitterアカウントを開設した。
2013年12月5日に、2014年7月号で休刊することが発表され、予定通り2014年6月4日発売の7月号をもって休刊となった。講談社は休刊の理由について漫画部門のさらなる飛躍をはかるために漫画誌のラインナップを見直した結果と公表している。ただし、発行部数の低迷も報道されており創刊時は30万部以上であったが、2009年には約10万部、休刊を発表した2013年には約3万8000部まで落ち込んでいた。なお、休刊時連載されていた作品の一部はDeNAが運営する漫画雑誌アプリ『マンガボックス』へ移籍した。
休刊に伴い、講談社は新たな少年漫画誌の刊行に向けて研究を行うと発表し、WEBサイト『新雑誌研究所』を開設した。新雑誌『少年マガジンエッジ』は2015年9月17日に創刊した。

## 編集長
- 野内雅宏　2008年5月号（創刊号）-

## 連載漫画
- 最左列の通し番号は便宜的なものであり意味を持たない。
- 本一覧はソート可能なテーブルを使用している。
  - デフォルトでの表示順は連載開始順。開始号の同じ場合には五十音順とした。
  - 「作品名」・「作者（作画）」・「原作者など」の3列は五十音順にソートされる。
  - ソート時の便宜のため「見出しの用の行」をデータに混在させている。この見出し行は昇順ソート時にのみ正確に働き、昇順ソート時に末尾に移動した行はそのソート条件では意味を持たない。例えばデフォルト時に末尾にある「あ行」の見出し行にはその状態では意味はなく、作品名などで昇順ソート時にのみ意味を持つ。
  - ソート結果をデフォルト状態に戻すには、最左列で昇順でソートする。

|  | 見出し（非データ） |

|      | 作品名                                    | 作者（作画）         | 原作者など                                        | 開始    | 終了    | 注記                                                                                      |
| ---- | ----------------------------------------- | -------------------- | ------------------------------------------------- | ------- | ------- | ----------------------------------------------------------------------------------------- |
| 00   | Ｚ                                        | Ｚ                   | 2008年                                            | 2008    | 2008    | Ｚ                                                                                        |
| 01   | 葵さまがイかせてアゲル♥                   | 水兵きき             | －                                                | 2008.05 | 2009.09 | －                                                                                        |
| 02   | アンカサンドラ                            | 天道グミ（漫画）     | 斐文士吾朗（原作）                                | 2008.05 | 2008.12 | －                                                                                        |
| 03   | いますぐクリック!                         | 永吉たける           | －                                                | 2008.05 | 2014.05 | 未単行本化の回は後にマンガ図書館Zにて電子書籍化。一部は「ロボ犬ハチの家」として単行本化。 |
| 04   | 江戸川ジョージ                            | 尾前雄一郎           | －                                                | 2008.05 | 2009.04 | －                                                                                        |
| 05   | エンマ                                    | ののやまさき（漫画） | 土屋計（原作）                                    | 2008.05 | 2010.12 | －                                                                                        |
| 06   | 弟キャッチャー俺ピッチャーで!             | 兎中信志             | －                                                | 2008.05 | 2014.07 | －                                                                                        |
| 07   | 機械少年メカボーイ                        | 川西ノブヒロ         | －                                                | 2008.05 | 2009.03 | －                                                                                        |
| 08   | きつねのよめいり                          | 髙木聡               | －                                                | 2008.05 | 2011.08 | －                                                                                        |
| 09   | ギャル男 THE 爆誕!                        | 中邑天               | －                                                | 2008.05 | 2010.01 | －                                                                                        |
| 10   | クロオビ!隼太                             | 作田和哉             | －                                                | 2008.05 | 2011.03 | －                                                                                        |
| 11   | シネマルくん                              | 松沢夏樹             | －                                                | 2008.05 | 2010.07 | 映画コーナー、未単行本化                                                                  |
| 12   | 絶対博士コーリッシュ                      | 小林ゆき             | －                                                | 2008.05 | 2011.01 |                                                                                           |
| 13   | ブレイザードライブ                        | 岸本聖史             | －                                                | 2008.05 | 2011.02 | －                                                                                        |
| 14   | ホーリートーカー                          | 綾峰欄人             | －                                                | 2008.05 | 2010.04 | 休載のまま雑誌が休刊                                                                      |
| 15   | ほんとにあった!霊媒先生                   | 松本ひで吉           | －                                                | 2008.05 | 2014.07 | 『新雑誌研究所』 へ移籍する予定であったが、移籍せず                                       |
| 16   | 名探偵パシリくん!                         | うみたまこ（漫画）   | 雛祭わいん（原作）                                | 2008.05 | 2009.05 | －                                                                                        |
| 17   | モンスターハンター オラージュ             | 真島ヒロ             | カプコン（監修・協力）                            | 2008.05 | 2009.06 | －                                                                                        |
| 18   | 真島組ハンター三國シンの狩人生活          | 三國シン             | －                                                | 2008.06 | 2009.06 | －                                                                                        |
| 19   | むこうがわのまさか                        | 雨鳥                 | －                                                | 2008.06 | 2009.01 | －                                                                                        |
| 20   | ランスロットフルスロットル                | ダイナミック太郎     | －                                                | 2008.07 | 2009.03 |                                                                                           |
| 21   | アウトコード 超常犯罪特務捜査官           | 鈴羅木かりん（作画） | 姫ノ樹晴彦（原作）                                | 2008.08 | 2009.09 | －                                                                                        |
| 22   | キミタカの当破!                           | 金田達也             | －                                                | 2008.08 | 2009.04 |                                                                                           |
| 23   | 禍霊ドットコム                            | 犬威ソーダ（漫画）   | 森一生（原作）                                    | 2008.09 | 2009.09 | －                                                                                        |
| 24   | MAGiCO                                    | 佐久間力             | －                                                | 2008.09 | 2014.06 | －                                                                                        |
| 25   | アイドルマスターブレイク!                 | 藤真拓哉（漫画）     | B.N.G.※（原作）                                   | 2008.10 | 2010.11 | ※ バンダイナムコゲームス                                                                  |
| 26   | BUSTER KEEL!                              | 坂本憲司郎           | －                                                | 2008.11 | 2012.08 | －                                                                                        |
| 26.5 | Ｚ                                        | Ｚ                   | 2009年                                            | 2009    | 2009    | Ｚ                                                                                        |
| 27   | つむじVS.                                 | 友安よーいち         | －                                                | 2009.01 | 2009.06 | －                                                                                        |
| 28   | AKATSUKI -朱憑-                           | 小出もと貴           | －                                                | 2009.02 | 2012.01 | －                                                                                        |
| 29   | Spray King                                | 三國シン             | －                                                | 2009.02 | 2010.02 | －                                                                                        |
| 30   | シカバネ13号                              | 丸井たまご           | －                                                | 2009.04 | 2009.12 | 未単行本化                                                                                |
| 31   | HOOPE!                                    | 沢太家               | －                                                | 2009.05 | 2010.06 | －                                                                                        |
| 32   | FLAGS                                     | 上田悟司             | －                                                | 2009.06 | 2010.01 | －                                                                                        |
| 33   | クロス・ウィーバー                        | 赤井聖雪             | －                                                | 2009.09 | 2009.11 | 短期集中連載                                                                              |
| 34   | 生徒会長ちょけTENG                        | 浜田翔大             | －                                                | 2009.10 | 2010.10 | －                                                                                        |
| 35   | GOD EATER -救世主の帰還-                  | 烏山英司（漫画）     | B.N.G.※（原作）                                   | 2009.12 | 2011.12 | ※ バンダイナムコゲームス                                                                  |
| 35.5 | Ｚ                                        | Ｚ                   | 2010年                                            | 2010    | 2010    | Ｚ                                                                                        |
| 36   | あしたのファミリア                        | 樋口彰彦             | －                                                | 2010.01 | 2014.07 | －                                                                                        |
| 37   | おおかみかくし 滅紫の章                   | 薮口黒子（漫画）     | K.D.E.※（原作）                                   | 2010.02 | 2010.12 | ※ コナミデジタルエンタテインメント                                                        |
| 38   | お結び♥ちょめっつ!                        | 保志レンジ           | －                                                | 2010.02 | 2010.10 | －                                                                                        |
| 39   | ヘルズキッチン                            | 天道グミ（漫画）     | 西村ミツル（料理監修）                            | 2010.03 | 2014.07 | → 『新雑誌研究所』                                                                        |
| 40   | OTHELLO 〜オセロ〜                        | 塚本妖一             | －                                                | 2010.04 | 2010.11 | －                                                                                        |
| 41   | 岡崎慎司物語                              | 佐久間力（漫画）     | 工藤晋（原作）                                    | 2010.05 | 2010.06 | 読切作品                                                                                  |
| 42   | ラブプラス Manaka Days                    | 現津みかみ（漫画）   | K.D.E.※（原作）                                   | 2010.05 | 2011.03 | ※ コナミデジタルエンタテインメント                                                        |
| 43   | Dragon Nest -瞬撃のセド-                  | TATSUBON             | EYEDENTITY GAMES（原案） NHN Japan（協力）        | 2010.07 | 2011.05 | －                                                                                        |
| 44   | サムライ・ラガッツィ -戦国少年西方見聞録- | 金田達也             | －                                                | 2010.08 | 2014.07 | －                                                                                        |
| 45   | LAST RANKER -Be The Last One-             | 上田悟司（漫画）     | カプコン（監修・協力） 敷八木風紀（構成）         | 2010.10 | 2011.11 | －                                                                                        |
| 46   | ダブルヒロイン                            | 玉越博幸（漫画）     | 広井王子（原作）                                  | 2010.12 | 2012.07 | －                                                                                        |
| 46.5 | Ｚ                                        | Ｚ                   | 2011年                                            | 2011    | 2011    | Ｚ                                                                                        |
| 47   | アウトライヴ                              | 斉藤尚武             | －                                                | 2011.01 | 2011.07 | －                                                                                        |
| 48   | ぶろおど!                                 | 笠原巴               | －                                                | 2011.03 | 2011.09 | －                                                                                        |
| 49   | 幻獣坐                                    | 士貴智志（漫画）     | 三雲岳斗（原作）                                  | 2011.04 | 2012.08 | －                                                                                        |
| 50   | 神☆ヴォイス                               | 薮口黒子（漫画）     | 櫻井圭記・Team G.V.（原作）                       | 2011.05 | 2012.01 | －                                                                                        |
| 51   | 天審 〜WORLD WAR ANGEL〜                  | 久世蘭（漫画）       | 外薗昌也（原作）                                  | 2011.06 | 2012.09 | －                                                                                        |
| 52   | なぜ東堂院聖也16歳は彼女が出来ないのか?   | 茂木完田（漫画）     | 内乃秋也（原作）                                  | 2011.06 | 2014.07 | → 『マンガボックス』                                                                      |
| 53   | エースの系譜                              | 栗田あぐり（漫画）   | 岩崎夏海（原作）                                  | 2011.07 | 2012.08 | －                                                                                        |
| 54   | ドールズ フォークロア                     | 烏丸匡               | －                                                | 2011.09 | 2012.10 | －                                                                                        |
| 55   | アポカリプスの砦                          | イナベカズ（漫画）   | 蔵石ユウ（原作）                                  | 2011.10 | 2014.07 | → 『マンガボックス』、『新雑誌研究所』                                                    |
| 56   | 彼女がフラグをおられたら                  | 凪庵（漫画）         | 竹井10日（原作） CUTEG（キャラクター原案）        | 2011.12 | 2014.04 | →『月刊少年シリウス』                                                                     |
| 56.5 | Ｚ                                        | Ｚ                   | 2012年                                            | 2012    | 2012    | Ｚ                                                                                        |
| 57   | 紅の狼と足枷の羊                          | 岸本聖史             | －                                                | 2012.01 | 2013.03 | －                                                                                        |
| 58   | BQ cooking!                               | 中邑天               | －                                                | 2012.02 | 2012.10 | －                                                                                        |
| 59   | 月刊マエダ                                | 前田ひさし           | －                                                | 2012.02 | 2013.01 | 未単行本化                                                                                |
| 60   | どん部り!                                 | 本藤弐参             | －                                                | 2012.02 | 2012.09 | 未単行本化                                                                                |
| 61   | のっとれ小松銀座商店街                    | K組長                | －                                                | 2012.02 | 2013.01 | 未単行本化                                                                                |
| 62   | 魔王ベルフェゴール                        | 横山了一             | －                                                | 2012.02 | 2014.07 | 未単行本化、マンガ図書館Zにて電子書籍化                                                   |
| 63   | メイの名探偵                              | まつしん             | －                                                | 2012.02 | 2012.09 | 未単行本化                                                                                |
| 64   | ももプロZ                                 | 小城徹也             | －                                                | 2012.03 | 2014.07 | →『ANGEL EYES』                                                                           |
| 65   | 竜の翼に君をのせて!                       | 寺田晃輔             | －                                                | 2012.04 | 2013.02 | －                                                                                        |
| 66   | 亡国のジークフリート                      | 天望良一             | －                                                | 2012.05 | 2014.07 | → 『新雑誌研究所』                                                                        |
| 67   | 二度見ノート                              | 石原靖規             | －                                                | 2012.05 | 2013.01 | 未単行本化                                                                                |
| 68   | 江戸天魔録 春と神                         | 小林ゆき             | －                                                | 2012.09 | 2014.07 | → 『新雑誌研究所』                                                                        |
| 69   | かぐや                                    | 川西ノブヒロ         | －                                                | 2012.10 | 2014.05 | －                                                                                        |
| 70   | ミッドガルドの守護者                      | 灘谷航               | －                                                | 2012.11 | 2013.12 | －                                                                                        |
| 70.5 | Ｚ                                        | Ｚ                   | 2013年                                            | 2013    | 2013    | Ｚ                                                                                        |
| 71   | 桃の魔術師                                | 荒木宰（漫画）       | 原田重光（原作）                                  | 2013.01 | 2014.05 | －                                                                                        |
| 72   | バロンドォォォォォル!!                    | 四谷孝志             | －                                                | 2013.02 | 2013.09 | －                                                                                        |
| 73   | サクラサク症候群                          | 保志レンジ           | －                                                | 2013.03 | 2014.07 | → 『新雑誌研究所』                                                                        |
| 74   | GUMI from Vocaloid                        | 鉄田猿児（漫画）     | 株式会社インターネット（監修）                    | 2013.04 | 2014.03 | －                                                                                        |
| 75   | 動物探偵まどかの推理日誌                  | 左藤圭右（漫画）     | 宮崎克（原作）                                    | 2013.05 | 2014.07 | －                                                                                        |
| 76   | 蛙のおっさん                              | 島袋全優             | －                                                | 2013.05 | 2014.07 | → 『マンガボックス』                                                                      |
| 77   | たけだけだけ -武田家限定-                 | 笠原巴               | －                                                | 2013.07 | 2014.07 | → 『マンガボックス』                                                                      |
| 78   | しー・おー・ちゅー                        | 岬下部せすな         | －                                                | 2013.10 | 2014.07 | －                                                                                        |
| 79   | 東京レイヴンズ Sword of Song              | 久世蘭（漫画）       | あざの耕平（原作） すみ兵（キャラクターデザイン） | 2013.11 | 2014.07 | →『水曜日のシリウス』                                                                     |
| 80   | クソ猫シロー                              | 岡田有希             | －                                                | 2013.12 | 2014.07 | 未単行本化                                                                                |
| 79.5 | Ｚ                                        | Ｚ                   | 2014年                                            | 2014    | 2014    | Ｚ                                                                                        |
| 81   | サイコろまんちか                          | 小出もと貴           | －                                                | 2014.01 | 2014.07 | → 『マンガボックス』                                                                      |
| 82   | ただしイケメンに限る                      | いとうみきお         | －                                                | 2014.02 | 2014.07 | → 『新雑誌研究所』                                                                        |
| 99   | 00                                        | 00                   | あ行                                              | 9999.99 | 9999.99 | Ｚ                                                                                        |
| 99   | 19                                        | 16                   | か行                                              | 9999.99 | 9999.99 | Ｚ                                                                                        |
| 99   | 36                                        | 29                   | さ行                                              | 9999.99 | 9999.99 | Ｚ                                                                                        |
| 99   | 46                                        | 40                   | た行                                              | 9999.99 | 9999.99 | Ｚ                                                                                        |
| 99   | 57                                        | 50                   | な行                                              | 9999.99 | 9999.99 | Ｚ                                                                                        |
| 99   | 61                                        | 56                   | は行                                              | 9999.99 | 9999.99 | Ｚ                                                                                        |
| 99   | 73                                        | 62                   | ま行                                              | 9999.99 | 9999.99 | Ｚ                                                                                        |
| 99   | Ｚ                                        | 72                   | や行                                              | 9999.99 | 9999.99 | Ｚ                                                                                        |
| 99   | 85                                        | Ｚ                   | ら行                                              | 9999.99 | 9999.99 | Ｚ                                                                                        |
| 99   | Ｚ                                        | Ｚ                   | なし                                              | 9999.99 | 9999.99 | Ｚ                                                                                        |

## コーナー
- 勝ち抜きギャグ5　新人2人の描いた5ページのギャグ漫画を読者が投票でおもしろかった方を選び、票数の多かった方が勝ちとなり、5ヶ月連続で勝ち抜けば本誌連載ができる、というコーナー。敗者はWEBサイト『勝ち抜きギャグ５-敗者の夢-』にて連載ができる。司会は本誌の連載作品『ほんとにあった!霊媒先生』の登場キャラクターの黒ねことねこ先生が務める。2010年1月号から開始。前田ひさしが第1回チャンピオンとなり、本誌2012年2月号から2013年1月号まで『月刊マエダ』を連載した。

休載が目立つようになり、2011年2月号を最後に掲載されなくなった。そのため2011年2月号の投票結果は読者には公表されていない。

## 発行部数
|        | 1〜3月    | 4〜6月    | 7〜9月     | 10〜12月  |
| ------ | --------- | --------- | ---------- | --------- |
| 2009年 |           |           | 100,000 部 | 96,250 部 |
| 2010年 | 95,000 部 | 90,000 部 | 77,667 部  | 69,750 部 |
| 2011年 | 64,000 部 | 58,667 部 | 52,000 部  | 52,000 部 |
| 2012年 | 50,500 部 | 50,167 部 | 49,500 部  | 49,125 部 |
| 2013年 | 49,000 部 | 48,500 部 | 48,000部   | 38,100 部 |
| 2014年 | 18,000 部 | 18,000 部 |            |           |

## ライバルKC
ライバルKCまたはライバルコミックスは『月刊少年ライバル』に掲載された作品を収録する講談社の漫画単行本レーベル。
通し番号として RKCxxxx がふられ、xxxx部分は ISBN のチェックディジット1桁を除いた後の下4桁と同じ数字となっている。
創刊時のラインナップは『モンスターハンター オラージュ』（真島ヒロ、監修・協力：カプコン）・『ブレイザードライブ』（岸本聖史）・『エンマ』（原作：土屋計、漫画：ののやまさき）・『弟キャッチャー俺ピッチャーで!』（兎中信志）・『名探偵パシリくん!』（原作：雛祭わいん、漫画：うみたまこ）各1巻の5冊。
なお本レーベルで単行本化された作品には『月刊少年ライバル』以外に掲載されたものもあり、『コミックボンボン』掲載の『MONSTER SOUL』（真島ヒロ）の新装版が2巻、『マガジン・ラボ』（マガラボ）掲載の『童貞地獄』（小菊路よう）・『軍師×彼女』（洋介犬）・『ばけものだらけ』（雨鳥）が各1巻単行本化されている。

## 新雑誌研究所
講談社新雑誌WEB『新雑誌研究所』（しんざっしけんきゅうじょ）は『月刊少年ライバル』の休刊に伴い開設したWEBサイト。新たな少年漫画誌の刊行に向けて新人賞（24時間365日新人賞）や新作漫画の掲載を行っていた。また、イラストSNS『pixiv』とのコラボレーションイベントも開催し、「COMIC CITY SPARK9」、「COMITIA 110」、「WE ARE OCA 2015」といったイベントへも出張編集部として参加していた。しかし、名前とは裏腹に新雑誌に関する告知等は本サイトでは一切行われなかった。
当初新雑誌は「新しい時代のハイ・クオリティ少年誌」としての創刊を目指していたが、2015年9月17日に創刊した新雑誌『少年マガジンエッジ』は「ネオ・ビジュアル少年誌」であるとされている。
新作漫画は2014年8月19日から2015年9月18日まで月2回の頻度で全25回更新された。『月刊少年ライバル』本誌やWEBサイト『マガジン・ラボ』（マガラボ）からの移籍作品も掲載された。しかし、更新を終了する旨の発表はされておらず打ち切りのように連載終了となった作品もある。なお掲載作品は本誌から移籍したものと『LDZ3』を除いて単行本化されていない。
また、サイト自体も2017年に閉鎖した ため現在閲覧できる作品は前述の単行本化している作品、ニコニコ静画で掲載されている『葬屋』、マンガ図書館Zで掲載されている『江戸天魔録 春と神』と『地獄おことわり。』の9作品のみである。
なお本サイトの連載作品『かけぼけ』第5話（2014年12月19日更新）では新雑誌創刊後も本サイトは存続させる予定であったことが描かれている。

### 連載作品
- 最左列の通し番号は便宜的な物であり意味を持たない。
- 掲載順は連載開始順。開始日時の同じ場合には五十音順とした。

|    | 作品名                                   | 作者（作画）       | 原作者など             | 開始       | 終了       | 注記                                                                           |
| -- | ---------------------------------------- | ------------------ | ---------------------- | ---------- | ---------- | ------------------------------------------------------------------------------ |
| 01 | アポカリプスの砦                         | イナベカズ（漫画） | 蔵石ユウ（原作）       | 2014.08.19 | 2015.08.04 | 本誌より移籍。                                                                 |
| 02 | 江戸天魔録 春と神                        | 小林ゆき           | －                     | 2014.08.19 | 2014.10.20 | 本誌より移籍。                                                                 |
| 03 | かけぼけ                                 | 田中マコト         | －                     | 2014.08.19 | 2015.06.04 | －                                                                             |
| 04 | サクラサク症候群                         | 保志レンジ         | －                     | 2014.08.19 | 2014.09.04 | 本誌より移籍。                                                                 |
| 05 | 地獄おことわり。                         | 永吉たける         | －                     | 2014.08.19 | 2015.07.03 | マンガ図書館Zにて電子書籍化                                                    |
| 06 | ただしイケメンに限る                     | いとうみきお       | －                     | 2014.08.19 | 2014.10.03 | 本誌より移籍。                                                                 |
| 07 | 亡国のジークフリート                     | 天望良一           | －                     | 2014.08.19 | 2014.09.04 | 本誌より移籍。                                                                 |
| 08 | LDZ3                                     | TATSUBON（漫画）   | 稲船敬二（コンセプト） | 2014.09.04 | 2015.08.04 | －                                                                             |
| 09 | 月刊オトワ荘                             | 桐島杏             | －                     | 2014.09.04 | 2015.06.19 | －                                                                             |
| 10 | スリーパーズ                             | 清水康臣           | －                     | 2014.09.19 | 2015.09.18 | －                                                                             |
| 11 | バクヘンドリクス                         | 高橋モル           | －                     | 2014.10.20 | 2015.08.19 | －                                                                             |
| 12 | 葬屋                                     | 各務浩章           | －                     | 2014.11.04 | 2015.09.18 | 連載前の2013年4月に『マガジン・ラボ』で読み切りを掲載。 ニコニコ静画でも連載。 |
| 13 | 軍師×彼女                                | 洋介犬             | －                     | 2014.11.19 | 2015.01.19 | 『マガジン・ラボ』より移籍。                                                   |
| 14 | ジャスティスマン                         | 石原靖規           | －                     | 2014.11.19 | 2015.07.03 | 『マガジン・ラボ』より移籍。                                                   |
| 15 | かしこみゅ!!                             | 狗山里己           | －                     | 2014.12.04 | 2015.06.19 | －                                                                             |
| 16 | 宙漫                                     | 前田ひさし         | －                     | 2014.12.04 | 2015.06.19 | －                                                                             |
| 17 | クラッツワークス                         | 小菊路よう         | －                     | 2014.12.19 | 2015.09.18 | 『マガジン・ラボ』連載作品『ニコモン』の続編。                                 |
| 18 | ばけものだらけ                           | 雨鳥               | －                     | 2014.12.19 | 2015.09.18 | 『マガジン・ラボ』より移籍。                                                   |
| 19 | マカイメンタルクリニック                 | のこのこ           | －                     | 2014.12.19 | 2015.05.19 | 『マガジン・ラボ』より移籍。                                                   |
| 20 | 団地だが、それでもケモノとふれ合いたい。 | 兎中信志           | －                     | 2015.01.19 | 2015.06.19 | －                                                                             |

### 読み切り作品
- 最左列の通し番号は便宜的な物であり意味を持たない。
- 掲載順はWEBサイト掲載順。掲載日時の同じ場合には五十音順とした。

|    | 作品名           | 作者（作画）     | 原作者など             | 掲載       | 注記                      |
| -- | ---------------- | ---------------- | ---------------------- | ---------- | ------------------------- |
| 01 | TROUBLE-OFFICER  | 星野末           | －                     | 2014.08.19 | 24時間365日新人賞入選作。 |
| 02 | ヘルズキッチン   | 天道グミ（漫画） | 西村ミツル（料理監修） | 2014.08.19 | 本誌より移籍。            |
| 03 | 論女             | 今越章了         | －                     | 2014.08.19 | －                        |
| 04 | 水神様の独りっ子 | 廣江一樹         | －                     | 2014.10.03 | 24時間365日新人賞入選作。 |
| 05 | はないろ二膳     | 田中現兎         | －                     | 2014.11.04 | －                        |
| 06 | 魔女ときまぐれ   | 佐竹幸典         | －                     | 2015.01.05 | －                        |
| 07 | +A               | 黒井やまぶき     | －                     | 2015.02.04 | 24時間365日新人賞入選作。 |
| 08 | GOD DESIRE       | 鈴宮美紗         | －                     | 2015.05.19 | 24時間365日新人賞入選作。 |
| 09 | 理系勇者         | てて             | －                     | 2015.05.19 | 24時間365日新人賞入選作。 |